# ネオバラエティ第3部
ネオバラエティ第3部は、2005年4月4日から2009年10月1日までテレビ朝日で放送していた深夜番組枠のレーベル。

## 概要
月曜日から木曜日のネオネオバラエティ枠終了後、24:45 - 25:15（火曜日未明～金曜日未明、JST（2005年9月まで24:46 - 25:16））に放送。系列局のうち北陸朝日放送は火・水曜日の分を（2006年4月 - 2008年3月までは月曜も同時ネット）、秋田朝日放送は火・水・木曜日を（2008年9月までは月・金曜も同時ネット）同時ネットしている。
因みに『草野☆キッド』と『ストリートファイターズ』の2番組は、2005年春から枠移動・名称変更などをする事なく放送が続けられている。また、水曜日も番組タイトル・内容こそ変わっているが、2005年春から一貫してさまぁ〜ずがMCを担当している。一方で月曜日は移り変わりが激しいが、そのほとんどがネオネオバラエティなどへの昇格・枠移動によるものである。
2009年10月5日から、24時台に帯枠の情報番組「お願い!ランキング」が放送開始となった為、『さまぁ〜ず×さまぁ〜ず』と（土曜25:25 - 25:55枠）『ストリートファイターズ』（月曜25:21 - 25:51枠）は移動となり、金曜の『タモリ倶楽部』とミニ番組『オンタマ』以外の平日の24時台の番組（ネオネオバラエティ・ネオバラ第3部）が放送終了となった。

## 歴代の番組
| 放送期間                | 火曜日（月曜深夜）                           | 水曜日（火曜深夜） | 木曜日（水曜深夜）    | 金曜日（木曜深夜）  |
| ----------------------- | -------------------------------------------- | ------------------ | --------------------- | ------------------- |
| 2005年04月 - 2005年09月 | 国分太一・美輪明宏のオーラの泉               | 草野☆キッド        | 三竹占い              | THE STREET FIGHTERS |
| 2005年10月 - 2006年09月 | マチャミナイト ガチンコ視聴率バトル 私がPだ! | 草野☆キッド        | 三竹占い              | THE STREET FIGHTERS |
| 2006年10月 - 2007年03月 | 美しき青木・ド・ナウ                         | 草野☆キッド        | 三竹天狗              | THE STREET FIGHTERS |
| 2007年04月 - 2008年03月 | 美しき青木・ド・ナウ                         | 草野☆キッド        | さまぁ〜ず×さまぁ〜ず | THE STREET FIGHTERS |
| 2008年04月 - 2009年09月 | LEADER'S HOW TO BOOK ジョーシマサイト        | 草野☆キッド        | さまぁ〜ず×さまぁ〜ず | THE STREET FIGHTERS |

### 枠移動
- 国分太一・美輪明宏のオーラの泉（『国分太一・美輪明宏・江原啓之のオーラの泉』と改名し、2005年10月より水曜日のネオバラエティ枠に昇格。続いて2007年4月より土曜20時台に昇格し、2009年3月まで放送。その後月1化し、2009年9月まで放送）
- 美しき青木・ド・ナウ（2008年4月より月曜ネオネオバラエティ枠に昇格し、2009年9月まで放送）
- さまぁ〜ず×さまぁ〜ず（2009年10月より土曜深夜に移動）
- ストリートファイターズ（2009年10月より月曜ネオバラ第4部に降格し、2011年12月まで放送）